# Västra Vemmenhögs distrikt
Västra Vemmenhögs distrikt är ett distrikt i Skurups kommun och Skåne län. 
Distriktet ligger sydväst om Skurup. 

## Tidigare administrativ tillhörighet
Distriktet inrättades 2016 och utgörs av socknen Västra Vemmenhög i Skurups kommun.
Området motsvarar den omfattning Västra Vemmenhögs församling hade 1999/2000.